# Hrabstwo Menard (Illinois)
Hrabstwo Menard – hrabstwo w USA, w stanie Illinois, według spisu z 2000 roku liczba ludności wynosiła 12 486. Siedzibą hrabstwa jest Petersburg.

## Geografia
Według spisu hrabstwo zajmuje powierzchnię 817 km², z czego 1814 km² stanowią lądy, a 3 km² (0,36%) stanowią wody.

### Sąsiednie hrabstwa
- Hrabstwo Mason – północ
- Hrabstwo Logan – wschód
- Hrabstwo Sangamon – południe
- Hrabstwo Cass – zachód

## Historia
Hrabstwo zostało założone w 1839 roku z hrabstwa Sangamon. Zostało nazwane na cześć francuza Pierre Menard, (1766 – 1844), który  skolonizował Kaskaskia w 1790 roku i pierwszego gubernatora Illinois.

## Demografia
Według spisu z 2000 roku hrabstwo zamieszkuje 12 486 osób, które tworzą 4873 gospodarstw domowych oraz 3552 rodzin. Gęstość zaludnienia wynosi 15 osób/km². Na terenie hrabstwa jest 5285 budynków mieszkalnych o częstości występowania wynoszącej 6 budynków/km². Hrabstwo zamieszkuje 98,59% ludności białej, 0,38% ludności czarnej, 0,22% rdzennych mieszkańców Ameryki, 0,17% Azjatów, 0,25% ludności innej rasy oraz 0,39% ludności wywodzącej się z dwóch lub więcej ras, 0,75% ludności to Hiszpanie, Latynosi lub inni.
W hrabstwie znajduje się 4873 gospodarstw domowych, w których 36,10% stanowią dzieci poniżej 18 roku życia mieszkający z rodzicami, 60,70% małżeństwa mieszkające wspólnie, 9,10% stanowią samotne matki oraz 27,10% to osoby nie posiadające rodziny. 23,80% wszystkich gospodarstw domowych składa się z jednej osoby oraz 10,30% żyje samotnie i ma powyżej 65 roku życia. Średnia wielkość gospodarstwa domowego wynosi 2,52 osoby, a rodziny wynosi 2,99 osoby.
Przedział wiekowy populacji hrabstwa kształtuje się następująco: 26,50% osób poniżej 18 roku życia, 6,80% pomiędzy 18 a 24 rokiem życia, 28,90% pomiędzy 25 a 44 rokiem życia, 24,60% pomiędzy 45 a 64 rokiem życia oraz 13,20% osób powyżej 65 roku życia. Średni wiek populacji wynosi 38 lat. Na każde 100 kobiet przypada 96,20 mężczyzn. Na każde 100 kobiet powyżej 18 roku życia przypada 92,00 mężczyzn.
Średni dochód dla gospodarstwa domowego wynosi 46 596 dolarów, a średni dochód dla rodziny wynosi 52 995 dolarów. Mężczyźni osiągają średni dochód w wysokości 36 870 dolarów, a kobiety 27 010 dolarów. Średni dochód na osobę w hrabstwie wynosi 21 584 dolarów. Około 6,10% rodzin oraz 8,20% ludności żyje poniżej minimum socjalnego, z tego 12,50% poniżej 18 roku życia oraz 6,00% powyżej 65 roku życia.

## Miasta
- Athens
- Petersburg
- Lake Petersburg (CDP)

## Wioski
- Greenview
- Oakford
- Tallula

## Ciekawe miejsca
- Atterbury
- Fancy Prairie
- Hubly
- Sweet Water
- Tice